# A Greek Tragedy
A Greek Tragedy – belgijski krótkometrażowy film animowany w reżyserii Nicole Van Goethem z 1985 roku. Film zdobył Oscara dla najlepszego krótkometrażowego filmu animowanego na 59. ceremonii wręczenia Oscarów oraz nagrodę Grand Prix i nagrodę publiczności na Międzynarodowym Festiwalu Filmów Animowanych w Annecy w 1985 roku.

## Fabuła
W pobliżu budynku podobnego do Akropolu, trzy kariatydy ubrane w chitony stoją na cokole i podtrzymują wspólnie trójkątny fronton. Po przespanej nocy, budzą się rano i wykonują razem poranne ćwiczenia. Przeszkadza im w tym powoli kruszący się kamień oraz wiatr, który porusza ich ubraniami. Po chwili porwany przez wiatr parasol zmiata jedną z kariatyd z cokołu i wyłamuje część frontonu. Stojąca pośrodku kariatyda chwyta fragment frontonu i podaje go zmiecionej kariatydzie, która wygląda na poobijaną, ale mimo to wspina się z powrotem na cokół i trzyma fronton.
Wkrótce potem robotnik budowlany z kilofem zaczyna uderzać nim w pobliżu świątyni, przez co jego ostrze zaczepia się o chiton środkowej kariatydy. Kariatyda, próbując się uwolnić, zostaje zrzucona z cokołu wraz ze stojącą po jej lewej stronie kariatydą, gdy ubranie się rozdziera. Trzymane przez nie części frontonu zostają przez nie wyrzucone i niszczą cokół. Ostatnia kariatyda również wyrzuca o zmierzchu trzymany fragment. W tle widać pozostałe kariatydy tańczące w parze, a trzecia wkrótce rozpoczyna niezdarny taniec. Cała trójka po chwili znika z ekranu, śpiewając i tańcząc. 